# Volta a Llombardia 1917
La Volta a Llombardia 1917 fou la 13a edició de la Volta a Llombardia. Aquesta cursa ciclista organitzada per La Gazzetta dello Sport es va disputar el 4 de novembre de 1917 amb sortida i arribada a Milà després d'un recorregut de 204 km.
La competició fou guanyada pel belga Philippe Thys (Peugeot-Wolber) per davant d'Henri Pélissier i Leopoldo Torricelli (Maino).
Entre els participants es troba Alfonsina Strada que es classifica en 29a i darrera posició a una hora i trenta-quatre minuts de Thys. És la primera dona a acabar la Volta a Llombardia.

## Classificació general
|    | Ciclista            | Equip          | Temps      |
| -- | ------------------- | -------------- | ---------- |
| 1  | Philippe Thys       | Peugeot-Wolber | 6h 58' 02" |
| 2  | Henri Pélissier     | Individual     | m. t.      |
| 3  | Leopoldo Torricelli | Maino          | m. t.      |
| 4  | Luigi Lucotti       | Bianchi        | m. t.      |
| 5  | Charles Juseret     | Individual     | m. t.      |
| 6  | Gaetano Belloni     | Bianchi        | + 3' 25"   |
| 7  | Angelo Gremo        | Bianchi        | m. t.      |
| 8  | Romeo Poid          | Individual     | m. t.      |
| 9  | Alfredo Sivocci     | Dei            | m. t.      |
| 10 | Costante Girardengo | Bianchi        | + 15' 00"  |